# Phalaenoides glycinae

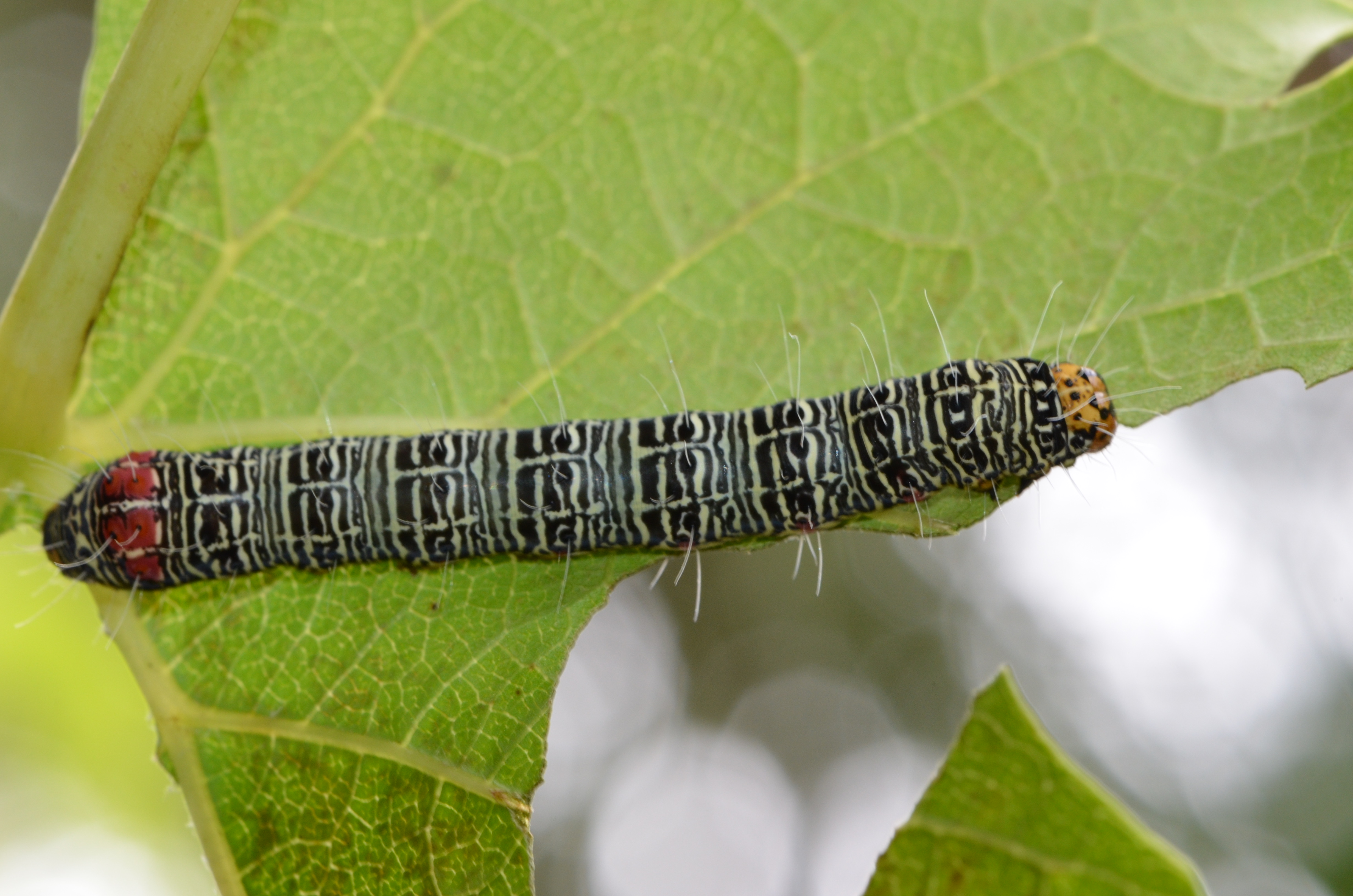
Raupe

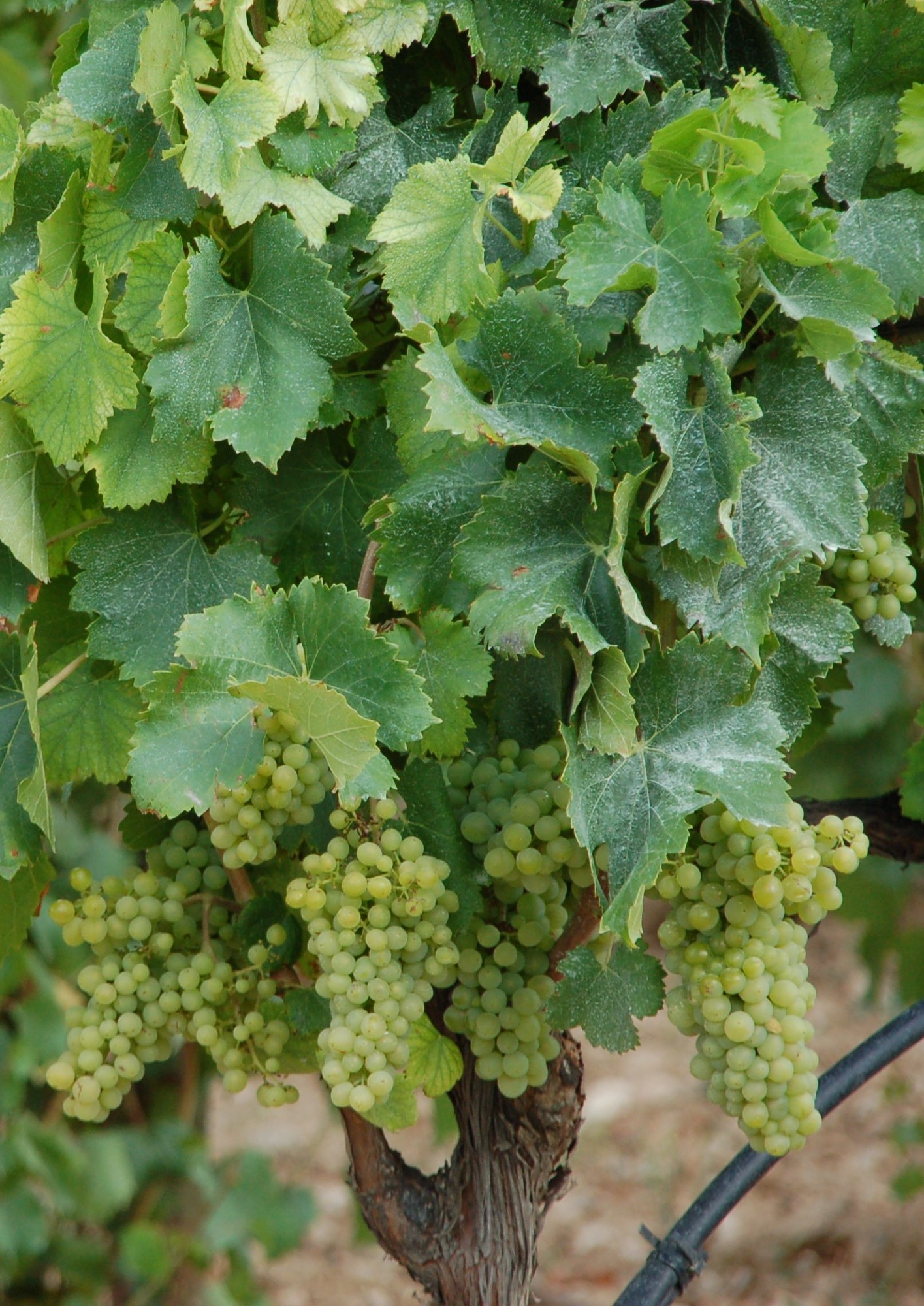
An Weinreben ist die Raupe schädlich

Phalaenoides glycinae ist ein in Australien vorkommender Schmetterling (Nachtfalter) aus der Familie der Eulenfalter (Noctuidae).

## Merkmale

### Falter
Die Falter erreichen eine Flügelspannweite von bis zu 50 Millimetern. Die Farbe der Vorderflügeloberseite ist schwarz. Die schmale innere Querlinie ist weiß. Das Mittelfeld enthält eine kurze, bis zur Medialader verlaufende weiße Binde und wird saumwärts von einer weiteren, langen, gezackten weißen Querbinde begrenzt. In der Submarginalregion heben sich weiß bestäubte Adern ab. Die Hinterflügeloberseite ist zeichnungslos schwarz, die Fransen sind weiß oder schwarz/weiß gescheckt.

### Raupe
Ausgewachsene Raupen sind schwarz gefärbt und mit langen dünnen weißen Haaren versehen. Über nahezu die gesamte Körperoberfläche verlaufen weißliche Quer- und Längslinien, die ihnen ein kariertes Aussehen verleihen. Die Kopfkapsel ist gelbbraun gefärbt und mit einigen kleinen schwarzen Flecken gemustert. Die Bauchfüße haben eine gelbe Farbe. Das hinterste Körpersegment ist verdickt und zeigt eine rote bis rotbraune Färbung. Offenbar soll damit erreicht werden, dass Fressfeinde zuerst diesen Teil angreifen und sie von dem wichtigeren Kopf zunächst abgelenkt sind.

### Ähnliche Arten
Phalaenoides tristifica unterscheidet sich durch eine breite, unterbrochene, weiße innere Querlinie sowie durch die in Punkte aufgelöste weiße Bestäubung der Adern in der Submarginalregion der Vorderflügeloberseite.

## Verbreitung und Vorkommen
Phalaenoides glycinae kommt im Osten und Südosten sowie im Südwesten Australiens vor und hat auch Tasmanien und Neuseeland besiedelt. Wegen der Schädlichkeit der Raupen wird versucht, eine Ausbreitung nach Kanada und Südafrika zu verhindern. Die Art ist in erster Linie auf Weinanbauflächen, an Waldrändern sowie auch in städtischen Gebieten zu finden.

## Lebensweise
Die tagaktiven Falter fliegen in mehreren Generationen, schwerpunktmäßig von September bis April. Die Raupen ernähren sich von den Blättern von Weinrebengewächsen (Vitaceae), Rosenapfelgewächsen (Dilleniaceae) und Nachtkerzengewächsen (Onagraceae). Sie leben im Jugendstadium gesellig. An eingeführten und kultivierten Arten, im Besonderen an Weinreben (Vitis verifera) treten sie zuweilen sehr schädlich auf. Der sich bevorzugt von Insektenlarven ernährende Hirtenstar (Acridotheres tristis) wurde 1862 in Australien eingeführt, um eine Reihe von Insektenschädlingen, darunter auch Phalaenoides glycinae zu dezimieren. Diese Maßnahme brachte nur äußerst mäßige Erfolge und wird als Fehlschlag bewertet. Im Gegenteil wird der Vogel heute in vielen Teilen Australiens selbst als Schädling angesehen, da er der angestammten australischen Vogelwelt Nahrung und Nistplätze streitig macht. Zur Bekämpfung der Raupen werden auch Insektizide, beispielsweise Chlorpyrifos oder Baculoviridae (Baculoviren) sowie Bacillus thuringiensis eingesetzt. Verschiedene Schlupfwespen- (Ichneumonidae) und Raupenfliegenarten (Tachinidae) sind beim Versuch, die Art zu reduzieren ebenfalls nützlich.